# 杏樹紗奈
杏樹 紗奈（あんじゅ さな、1989年1月14日 - ）は、日本のAV女優。新潟県出身。

## 略歴
2008年3月、くるみひな名義で マックス・エーとS1の専属女優としてAVデビュー。
W専属としてデビュー後、おねがい!マスカットのレギュラー出演など行っていたが、2008年7月S1から発売の『ギリモザ ネットリ濃厚セックス』、同年8月MAX-Aから発売の『Max Cafeへようこそ!』以降両社からの新作は発売されていない。
2009年8月、SODクリエイト主催｢第1回SOD Starシンデレラオーディション｣を受け結果3位となった。同年12月5日 SODクリエイトから『第1回 シンデレラオーディション!! ごっくん解禁×SOD Debut』で再デビューした。解禁4部作として、ごっくん、ぶっかけ、中出し、アナルセックスを解禁した。
2011年2月7日、杏樹紗奈に改名し再々デビュー。2012年、それまでのAV女優としての収入について公開し、2012年2月15日までに、1,823万4,500円（最高月収は312万円）を稼いだと明かした。

## 人物
新潟県出身。趣味・特技は、ネイルアート、テニス、カラオケ、お菓子作り。

## 作品

### くるみひな 名義
- MAX GIRLS 3 卒業(3月14日、マックス・エー)
- New Comer（3月19日、マックス・エー）
- 新人×ハイパー×ギリギリモザイク 新人ハイパーギリギリモザイク（3月19日、S1）
- MAX GIRLS4 新入社員編(4月11日、マックス・エー)
- Mascot Girl マスコットガール（4月19日、マックス・エー）
- ギリギリモザイク 6つのコスチュームでパコパコ!（5月19日、S1）
- MAX GIRLS 6 ビキニ編（6月13日、マックス・エー）
- School days（6月19日、マックス・エー）
- ギリモザ ネットリ濃厚セックス（7月19日、S1）
- MAX GIRLS8 浴衣編M（8月8日、マックス・エー）
- Max Cafeへようこそ!（8月19日、マックス・エー）

- 第1回 シンデレラオーディション!! ごっくん解禁×SOD Debut くるみひな(12月5日、SODクリエイト)

- くるみひな×大量ぶっかけ解禁 私にかけてください（1月7日、SODクリエイト）
- くるみひな 中出し陵辱アクメ 初中出し解禁（2月4日、SODクリエイト）
- くるみひな×アナル覚醒（3月4日、SODクリエイト）
- くるみひな 卒業（4月6日、SODクリエイト）
- ヤラせてよっ!くるみ先生 くるみひな（6月13日、ムーディーズ）
- 肛門でしようよ くるみひな（7月13日、ムーディーズ）
- ヤバイよっ!膣内で出しちゃった! くるみひな（8月13日、ムーディーズ）
- 究極美少女×初大量ごっくん 105発ゴックン挑戦 くるみひな（9月1日、ムーディーズ）

### 杏樹紗奈 名義
- キチクリンカン 94（2月7日、アタッカーズ）
- 奴隷色のフィアンセ 2（3月7日、アタッカーズ）
- DIGITAL CHANNEL 79（4月1日、アイデアポケット）
- お嬢様女子校生アナル凌辱 性奴隷人形の条件（5月7日、アタッカーズ）
- 女子校生監禁・強調SM 絶望に耐えながら…。（6月7日、アタッカーズ）
- 凌辱に捧げた姉妹愛 2（7月7日、アタッカーズ）
- 黒い欲望に全てを奪われて… 貴婦人と令嬢の絶望（8月7日、アタッカーズ）
- 杏樹紗奈があなたのお宅で家庭教師します(9月7日、BeFree)
- お父さんを守りたくて…。 私、少女凌辱愛玩具になります。(9月7日、アタッカーズ)
- 超ハメまくり! S級美少女の2穴中出しファック(11月19日、エムズビデオグループ)
- W美少女WアナルW中出し 青山ローラ 杏樹紗奈(12月19日、エムズビデオグループ)

- 夫の目の前で犯されて- 義兄の強姦出張 杏樹紗奈(2月7日、アタッカーズ)
- 禁断の欲情 妹に抱いた邪な感情 杏樹紗奈(5月7日、アタッカーズ)
- ネットで生き恥を晒した少女 杏樹紗奈(6月7日、アタッカーズ)
- 哀しき姉妹凌辱の果てに… 星崎アンリ 杏樹紗奈(8月7日、アタッカーズ)
- 可憐な美少女のアナル中出しスクールライフ(8月13日、クリームパイ)
- 父と娘 蛇縛の排泄無残 杏樹紗奈(10月7日、アタッカーズ)
- 紗奈ちゃんの二穴同時挿入・徹底検証!(10月13日、クリームパイ)

- 女子校生 蛇縛輪姦13(1月7日、アタッカーズ)
- S-Cute Girls 杏樹紗奈 鶴田かな 茜笑美(12月13日、S-Cute)

- PREMIUM 二穴生姦中出し 234min(8月13日、クリームパイ)

## 出演

### オリジナルビデオ
- 「美しすぎる漁師」監督:和田宗衛門(2012年11月16日、オールイン エンタテインメント

) - 岬早紀子 役

## テレビ
レギュラー
- おねがい!マスカット （2008年4月7日～5月13日（1回～6回）、テレビ東京系）

ゲスト
- 桃のささやき #20（2011年3月30日初回放送、MONDO TV）
- アウト×デラックス3（2012年4月7日、フジテレビ系）

### くるみひな
- ひなにゃんにゃにゃにゃにゃ～のぉ （ブログ 2009年8月 - 2010年2月）
- ♪くるみひなのブログ♪
- S1内紹介ページ
- マックス・エー内紹介ページ
- FANZA内紹介ページ
- X CITY内紹介ページ

### 杏樹紗奈
- FANZA内紹介ページ
- 杏樹紗奈 - KINENOTE
- 杏樹紗奈公式ブログ - ウェイバックマシン（2013年11月26日アーカイブ分） - livedoor Blog